# ボロト・テムル
ボロト・テムル（Bolod temür、? - 至正25年7月29日（1365年8月16日））は、大元ウルスの将軍。『元史』などの漢文史料における漢字表記は孛羅帖木児（bóluó tièmùér）など。

## 概要
チンギス・カン以来のモンゴル譜代部将の子孫で、サルジウト部の出身。父のタシュ・バートルは四川・雲南方面の反乱鎮圧に活躍し宰相格の中書平章政事にのぼった軍閥である。ボロト・テムルは早くから父に従って反乱軍の討伐に活躍し、父の死後にその軍を引き継いだ。至正18年（1358年）には河南行省平章政事の肩書きを与えられ、河南に派遣されて開封を占拠する劉福通らの紅巾軍と戦って河南・山東の各地を転戦し、紅巾軍を打ち破って大きな戦功を残した。
至正19年（1359年）には元の首都の大都の西にある要衝の大同に入城し、山西の北部から内モンゴルの南辺を支配する大軍閥に成長する。しかし、やがて劉福通との戦いにともに活躍した河南の軍閥のチャガン・テムルと山西南部の太原の支配をめぐって争うようになり、この軍閥同士の争いが宮廷における皇太子アユルシリダラと、その父のウカアト・カアン（トゴン・テムル）の側近たちとの権力争いと結びついて深刻な抗争となった。ボロト・テムルはもうひとつの首都の上都に勢力を伸ばしたために中央政府の政治と軍事を一手に握ろうと目論む皇太子アユルシリダラと不和であり、反皇太子派の重要な後ろ盾となったので、皇太子は逆にチャガン・テムルおよびその後を継いだココ・テムルと結んだ。
至正24年（1364年）、宮廷において反皇太子派の高官が皇太子アユルシリダラによって処刑される事件が起こり、これをとりなして刑の減免を願い出たボロト・テムルも大同駐留を免ぜられる事件が起こった。これを聞いたボロト・テムルはついに決起して軍を居庸関に送り込んで大都に圧力をかけ、皇太子アユルシリダラを逃亡させるとともに政府に迫って皇太子派の高官を引き渡させた。ボロト・テムルが一旦兵を引くとアユルシリダラはココ・テムルに命じて大同を攻撃する一方、自らは大都に戻って対抗しようとしたが、かえってボロト・テムルが主力の大軍をもって大都に迫ったので、ついにアユルシリダラは大都を脱出して太原のココ・テムルのもとに逃げ込んだ。
ボロト・テムルは大都に入城するとウカアト・カアンから中書右丞相に任命され、全権を掌握した。大都においてボロト・テムルは宦官やチベット仏教の僧侶を宮廷から追放してトゴン・テムルの宮廷の弊を払おうとしたが、ウカアト・カアンの寵臣をはじめ多くの人々を些細な罪で殺害したため、宮廷の不満を買うばかりであった。さらにボロト・テムルに帰京を要請されたアユルシリダラは帰京を拒み、翌年ココ・テムルと結んでついにボロト・テムル打倒の兵をあげた。
ココ・テムルの軍が大都に向けて進軍してくると、ボロト・テムルは迎撃のために軍を送り出したが、迎撃軍はもとより戦意を持たず、アユルシリダラとココ・テムルに降った。ボロト・テムルはこれに驚き、自ら迎撃の軍を率いて出ようとしたが、悪天候のため大都を離れられず失敗した。
ボロト・テムルは苦境に陥ると疑心暗鬼に陥って恐怖政治をひきはじめたので、当初よりその政権に不満を募らせていたウカアト・カアンはついにボロト・テムル誅殺の密命を側近の義王コシャンに下し、コシャンは同志を集めてボロト・テムル暗殺計画を立てた。至正25年（1365年）7月、上都において味方が勝利したとの報を受けたボロト・テムルはこれを上奏するために宮殿に向かったが、建物の前の樹下に伏せていた刺客たちに襲われ、殺害された。
ボロト・テムルの死後、その軍閥はことごとく討ち滅ぼされてアユルシリダラとココ・テムルが政権を奪った。ボロト・テムルはその抜群の戦功にもかかわらず、内紛の中で逆臣として殺害されたので、『元史』の「逆臣伝」中に伝が残されることとなる。

## サルジウト部ボロルタイ家
- ボロルタイ（Boroldai ＞孛羅帯,bóluódài）
  - 都元帥タイダル（Tayidar ＞太答児,tàidāér）
    - 都元帥ネウリン（Neülin ＞紐璘,niŭlín）
      - 雲南行省左丞相イェスデル（Yesüder ＞也速答児,yĕsùdāér）
        - 四川行省平章政事ナンギャダイ（Nangiadai ＞嚢加台,nángjiātái）
          - 四川行省左丞相タシュ・バートル（Taš baγatur ＞答失八都魯,dāshī bādōulŭ）
            - 太保・中書右丞相ボロト・テムル（Bolod temür ＞孛羅帖木児,bóluó tièmùér）

          - 雲南行省左丞シリム（Sirim ＞識里木,shìlǐmù）
          - 左丞イジル・ブカ（Iǰil buqa ＞亦只児不花,yìzhǐér bùhuā）

        - 四川行省左丞バヤン（Bayan ＞拝延,bàiyán）

      - 蒙古軍万戸バラク（Baraq ＞八剌/bālà）